# Gran Premio d'Ungheria 2024
Il Gran Premio d'Ungheria 2024 è stata la tredicesima prova della stagione 2024 del campionato mondiale di Formula 1. La gara si è disputata domenica 21 luglio sul circuito dell'Hungaroring di Budapest, in Ungheria, ed è stata vinta dall'australiano Oscar Piastri su McLaren-Mercedes, al primo successo in carriera; Piastri ha preceduto all'arrivo il compagno di scuderia, il britannico Lando Norris, e il connazionale Lewis Hamilton su Mercedes.
All'intero weekend di gara hanno assistito 310 000 spettatori, nuovo record per il Gran Premio d'Ungheria sul circuito dell'Hungaroring. Il precedente primato apparteneva all'edizione del 2023, caratterizzata da una presenza di 303 000 spettatori nel fine settimana.

## Vigilia

### Aspetti tecnici
Per questo Gran Premio la Pirelli, fornitore unico degli pneumatici, offre la scelta tra gomme di mescola C3, C4 e C5, la tipologia di mescole più morbide che caratterizzano l'intera gamma messa a disposizione dall'azienda fornitrice degli pneumatici per il campionato. È la seconda edizione del Gran Premio, nonché consecutiva, dove la Pirelli stabilisce questa tipologia di pneumatici. Essa viene stabilita per la sesta volta in stagione, e per la prima volta dal Gran Premio d'Austria. Prima di questo appuntamento, la Pirelli nomina anche le mescole per i successivi Gran Premi del Belgio e d'Olanda.
La Federazione conferma le due tradizionali zone del Drag Reduction System in uso dall'edizione 2013 della gara quando l'organo mondiale dell'automobilismo decise di aumentare sul circuito dell'Hungaroring a due i tratti in cui utilizzare il dispositivo mobile, dopo l'unica precedente zona utilizzata dal 2011, stagione in cui il dispositivo fu introdotto nella categoria, fino alla stagione successiva, al fine di favorire i sorpassi. I piloti possono attivare l'alettone mobile posteriore sul rettilineo principale dei box e tra la curva 1 e la curva 2, il nuovo tratto aggiuntivo introdotto in seguito. Per entrambe le zone di attivazione vi è sempre un unico punto per la determinazione del distacco fra piloti, posto prima della curva 14.
Rispetto all'edizione del 2023, il circuito è caratterizzato da alcune modifiche. Il paddock è stato ricostruito. Il guard rail alla curva 2 sul lato destro è stato sostituito con muri di cemento e recinzione per detriti. Le barriere di pneumatici alle curve 1, 2, 4, 7, 10, 12 e all'uscita delle curve 13 e 14 sono state sostituite con nuove coperture. Nuovi muri temporanei in cemento con recinzione per detriti sono stati installati sul lato sinistro alle curve 13 e 14 attorno al temporaneo ponte pedonale. Un bordo erboso largo 2,5 metri è stato installato dietro il cordolo all'uscita della curva 5 sul lato sinistro. Una striscia di ghiaia larga 2,5 è stata aggiunta all'uscita della curva 12 sul lato sinitro. Una striscia di asfalto larga 14 metri è stata aggiunta sul rettilineo principale all'altezza del controllo della direzione gara e dell'uscita della pit lane. Essa copre l'intera larghezza della pista e della pit lane. La linea bianca alla curva 4 sul lato destro e quella alla curva 11 sul lato sinistro sono state spostate rispettivamente più a destra e più a sinistra per ridurre la distanza tra esse e la fine del cordolo. Il pannello luminoso numero 10, posto sulla sinistra prima della curva 6, viene spostato più avanti. Quello numero 13, posto sulla sinistra alla curva 10, viene spostato più indietro. Quello numero 14, posto sulla destra prima della curva 11, e quello numero 19, posto sulla sinistra dopo la curva 14, vengono spostati più avanti.
La Federazione stabilisce che qualsiasi pilota che non percorre correttamente l'uscita della curva 14 vede il tempo sul giro e immediatamente quello successivo invalidato dai commissari sportivi. L'organo mondiale dell'automobilismo rende noto che al termine della gara del precedente Gran Premio di Gran Bretagna, tra le prime dieci vetture classificate è stata sorteggiata la Mercedes di Lewis Hamilton per le verifiche tecniche. Le ispezioni hanno riguardato tutto il sistema completo di aspirazione dell'aria, inclusa un'approfondita ispezione fisica del plenum del motore e dell'intercooler, nonché tutti i sensori correlati. Tutti i componenti ispezionati sono risultati essere conformi al regolamento tecnico.
Prima dell'inizio della prima sessione di prove libere del venerdì, la direzione gara comunica che i piloti, per motivi di sicurezza, devono mantenersi alla destra del dissuasore all'ingresso della corsia dei box. Sulla vettura di Lance Stroll viene installata la terza scatola del cambio e la terza trasmissione. Il pilota canadese dell'Aston Martin non è penalizzato sulla griglia di partenza in quanto i nuovi componenti installati rientrano tra quelli utilizzabili nel numero massimo stabilito dal regolamento tecnico. Prima della gara, gli ultimi quattro metri della striscia erbosa dietro il cordolo all'uscita della curva 5 sul lato sinistro vengono sostituiti con ghiaia.

### Aspetti sportivi
Il Gran Premio rappresenta il tredicesimo appuntamento stagionale a distanza di due settimane dalla disputa del Gran Premio di Gran Bretagna, dodicesima gara del campionato. Il campionato disputa per il quarto weekend di gara consecutivo un appuntamento previsto in Europa, il sesto complessivo della stagione nel vecchio continente. Il Gran Premio è la seconda di tre prove totali calendarizzate nel mese di luglio e la prima prova della seconda parte di stagione. Il Gran Premio viene disputato ininterrottamente in questo mese dal 2022. Il campionato disputa un appuntamento sulla tipologia di tracciato permanente per il quarto weekend di gara consecutivo. Il contratto per l'inserimento della gara nel calendario mondiale, sempre sul circuito dell'Hungaroring, è stato rinnovato nel mese di luglio 2023 fino alla stagione 2032. Il Gran Premio non presenta un title sponsor nella denominazione ufficiale per la prima volta dall'edizione 2016. A questa edizione assistono 310 000 spettatori nel corso del weekend di gara, il quale rappresenta il record assoluto per il Gran Premio. Il precedente primato apparteneva all'edizione del 2023, caratterizzata da 303 000 spettatori nel fine settimana.
Presente nel calendario del campionato mondiale di Formula 1 fin dalla stagione 1986 e valido quale prova della categoria dallo stesso anno, il Gran Premio d'Ungheria vede la disputa della sua quarantesima edizione, la trentanovesima valida per il mondiale. Il Gran Premio, una volta inserito nel calendario del campionato mondiale, fu il primo a disputarsi in un Paese del blocco orientale, nonostante all'inizio degli anni 1980 si paventò l'idea di disputare una gara a Mosca, in Russia. L'ingresso della corsa in calendario fu fortemente voluta dallo stato ungherese per favorire la diffusione interna dell'automobilismo sportivo. Il circuito dell'Hungaroring, che detiene il record del circuito più velocemente realizzato nella storia della Formula 1, è il tracciato ad aver ospitato tutte le edizioni della gara, su tre principali diverse configurazioni, la cui la prima utilizzata dall'edizione del 1986 a quella del 1988, la seconda dall'edizione del 1989 a quella del 2002, in cui la lunghezza del tracciato, così come il numero totali delle curve, furono ridotte, mentre l'attuale terza in uso dall'edizione del 2003, in cui si caratterizza per la lunghezza maggiore rispetto alle due configurazioni precedentemente utilizzate, con una curva aggiuntiva rispetto al secondo vecchio layout. Il tracciato ungherese, per 38 volte, è dietro solo all'Autodromo nazionale di Monza con 43, per numero di edizioni di un Gran Premio disputate consecutivamente. È l'ottava pista della storia del campionato mondiale più volte utilizzata. L'unica edizione del Gran Premio tenutasi in una località diversa da quella della capitale Budapest, comunque non valida per il campionato mondiale di Formula 1, fu quella inaugurale del 1936, corsa sul circuito di Népliget. Nei mesi precedenti alla disputa della gara, l'Hungaroring è oggetto di lavori di riqualificazione. Il paddock e la fan zone dietro la tribuna principale hanno subito un rinnovamento. Il primo è stato ampliato, insieme alla costruzione di due tunnel sotto il rettilineo principale di partenza per consentire ai lavori di proseguire a ritmo sostenuto anche dopo la disputa di questa edizione, con l'inizio della seconda fase. Il sito è solo la prima parte di un progetto di riqualificazione che durerà fino al 2026.
Il pilota britannico della Mercedes, Lewis Hamilton, è quello con il maggior numero di vittorie nel Gran Premio d'Ungheria, con otto successi, oltre a detenere lo stesso numero di trionfi sul circuito dell'Hungaroring. Hamilton vinse nel 2007, 2009 e 2012 con la McLaren, prima dei successi ottenuti nel 2013 e 2016, e dal 2018 al 2020 con la scuderia tedesca. Hamilton è l'unico pilota ad aver vinto tre edizioni consecutive della gara. Egli ha conquistato il maggior numero di podi sul circuito ungherese (11). Dopo il successo nel precedente Gran Premio di Gran Bretagna, Hamilton, in caso di vittoria in Ungheria, può eguagliare il record personale stabilito nell'appuntamento di Silverstone del maggior numero di successi in uno stesso Gran Premio e sulla stessa pista (9). Cinque piloti dell'attuale campionato hanno trionfato in questo appuntamento. Oltre a Hamilton, il pilota spagnolo dell'Aston Martin, Fernando Alonso, nel 2003 con l'ex scuderia denominata Renault, al primo successo in carriera, quello olandese campione del mondo della Red Bull Racing, Max Verstappen, nelle ultime due edizioni con la scuderia austriaca, quello australiano della RB, Daniel Ricciardo, nel 2014 con la Red Bull Racing, alla seconda vittoria della carriera, e il francese dell'Alpine, Esteban Ocon, al primo successo in carriera, nel 2021. La vittoria di Ocon fu la prima per l'Alpine con questa denominazione. La scuderia francese è l'unico costruttore nella storia del Gran Premio ad aver ottenuto il primo successo all'Hungaroring. Oltre ad Alonso e Ocon, Damon Hill (1993), Jenson Button (2006) e Heikki Kovalainen (2008) vinsero la loro prima gara in Ungheria. Hamilton ha conquistato il maggior numero di pole position e di podi nel Gran Premio d'Ungheria e sul circuito ungherese, rispettivamente con nove e undici. Egli è l'unico pilota della storia della categoria con il più alto numero di partenze al palo in uno stesso appuntamento e sulla stessa pista. Hamilton, il compagno di scuderia George Russell, Alonso e Verstappen sono i piloti dell'attuale campionato ad essere partiti dalla posizione al palo nella gara ungherese. Verstappen e Russell ottennero la prima pole position in carriera in questo Gran Premio, rispettivamente nel 2019 e 2022. Il britannico ottenne la partenza al palo prima di vincere una corsa, mentre Verstappen aveva già trionfato per sette volte prima di ottenere la prima piazza in qualifica. Michael Schumacher e Kimi Räikkönen condividono il più alto numero di giri più veloci (4). La McLaren detiene il maggior numero di vittorie sia in questo appuntamento che all'Hungaroring (11), mentre la Ferrari il più alto numero di podi (26) e la Mercedes di pole posiiton (9). Sedici dei trentotto Gran Premi corsi all'Hungaroring sono stati vinti dalla pole position (42,11%), con solamente quattro vinti oltre le prime due file, di cui due di queste da l'ottava posizione di Ocon nel 2021 e la decima di Verstappen nel 2022. Per otto volte la gara è stata vinta da un pilota partito terzo e per sei volte da uno partito secondo. La posizione più indietro dal quale è stata vinta la corsa in griglia di partenza è stata la quattordicesima con Jenson Button nel 2006. Nigel Mansell vinse l'unico titolo piloti nell'edizione 1992, mentre Michael Schumacher il quarto titolo nel 2001. La Williams vinse l'ottavo titolo costruttori nel 1996, e la Ferrari l'undicesimo nel 2001, il dodicesimo nel 2002 e il quattordicesimo nel 2004. Alonso prende parte al ventunesimo Gran Premio d'Ungheria, dopo aver centrato il record del maggior numero di partecipazioni nella gara magiara nella scorsa edizione superando Rubens Barrichello, che corse in Ungheria per diciannove volte. Dei piloti partecipanti al campionato, Alonso è preceduto da Hamilton con diciassette apparizioni, e da Ricciardo e Sergio Pérez della Red Bull Racing con tredici.
Il pilota di riserva della Ferrari e di Formula 2 per il team Prema Racing, il britannico Oliver Bearman, prende parte alla prima sessione di prove libere del venerdì con la Haas, al posto del tedesco Nico Hülkenberg, con il numero 50. Bearman ha già corso in stagione, debuttando in un Gran Premio di Formula 1, in quello d'Arabia Saudita con il numero 38, alla Ferrari al posto dello spagnolo Carlos Sainz Jr., in quanto a quest'ultimo era stata diagnosticata un'appendicite. Esso è stato anche schierato nel corso della prima sessione di prove libere del Gran Premio dell'Emilia-Romagna, al posto del danese Kevin Magnussen, nel Gran Premio di Spagna, al posto di Hülkenberg, e nel precedente Gran Premio di Gran Bretagna, al posto di Magnussen. La Haas segue quanto previsto nel regolamento sportivo valevole dal 2022, in cui tutte le squadre iscritte al campionato hanno l'obbligo di schierare, durante le sessioni di prove libere, almeno due piloti giovani che non abbiano corso in più di due Gran Premi, in due occasioni, uno su ciascuna vettura. La scuderia statunitense conferma il prolungamento triennale dell'accordo con la Ferrari sulla fornitura delle power unit, fino al 2028. La Haas annuncia la separazione con il danese Magnussen al termine della stagione, dopo il termine del suo contratto con la squadra. Il giorno successivo alla disputa del precedente Gran Premio di Gran Bretagna la Ferrari annuncia le dimissioni del direttore tecnico della squadra, Enrico Cardile. Egli viene annunciato all'Aston Martin con il nuovo ruolo di Chief Technical Officer a partire dalla prossima stagione. La Federazione ufficializza per il 2025 i sei Gran Premi oggetto della disputa della Sprint. La gara breve si disputerà negli appuntamenti di Cina, Miami, Belgio, Stati Uniti d'America, San Paolo e Qatar. I Gran Premi sono gli stessi dell'attuale campionato, eccezion fatta per il Belgio che torna a ospitare la Sprint per la prima volta dal 2023, sostituendo l'Austria.
L'ex pilota di Formula 1 Vitantonio Liuzzi è nominato commissario aggiunto. L'italiano ha svolto in passato, in diverse occasioni, tale funzione, l'ultima nel Gran Premio di Spagna. Liuzzi fu designato commissario aggiunto anche nelle edizioni 2021 e 2023. È la casa automobilistica britannica Aston Martin a fornire la safety car e la medical car, per l'ultima volta fornitrice delle vetture nel precedente Gran Premio di Gran Bretagna.

## Prove

### Resoconto
La prima sessione di prove è caratterizzata da una temperatura dell'aria di 31 °C, mentre quella dell'asfalto raggiunge i 60 °C. Il più veloce è il pilota della Ferrari Sainz Jr., che batte Verstappen, e l'altro pilota della scuderia italiana, Leclerc. Il campione del mondo è staccato di quasi tre decimi, ma ha colto il suo tempo nella prima fase della sessione, quando la pista era poco gommata. Verstappen si è poi concentrato su dei test comparativi, così come l'altro pilota della Red Bull Racing, Pérez. Leclerc, invece, dopo aver trovato traffico nel suo giro lanciato, ha cercato un secondo giro rapido, ma ha fatto un errore alla curva 12, andando lungo. Alle spalle del monegasco si è piazzato George Russell, mentre Hamilton, utilizzando solo gomme medie, è più lontano in classifica.
Al pomeriggio le condizioni mutano, tanto che la temperatura dell'asfalto è di dieci gradi più bassa di quella del mattino. In questo caso è stato Lando Norris il pilota più veloce, mentre si è confermato al secondo posto Max Verstappen. In questo caso l'olandese ha dovuto utilizzare per un secondo giro di fila le gomme soft, dopo che il primo tentativo era stato rovinato dal traffico. A quattro decimi da Norris c'è Sainz Jr., che precede Pérez. Il messicano è stato autore di una simulazione di gara, con un buon ritmo, e ha evitato un incidente con Zhou Guanyu, finito in testacoda alla curva 4. Charles Leclerc ha perso il controllo della sua monoposto, sempre alla curva 4, finendo in testacoda, poi contro le barriere. La vettura è danneggiata ma il pilota rimane incolume. La direzione di gara è stata comunque costretta a interrompere la sessione con bandiera rossa, sia per recuperare la vettura che per sistemare il guard rail.
Durante le prime due sessioni di prove libere del venerdì, Charles Leclerc, Pierre Gasly e Kevin Magnussen utilizzano l'assemblaggio di una trasmissione al di fuori dell'allocazione prevista secondo il regolamento tecnico. Tutti e tre i piloti non sono penalizzati sulla griglia di partenza in quanto tale operazione rientra tra quelle effettuabili nel numero massimo consentito dal regolamento tecnico.
Nella notte tra il venerdì e il sabato, la Mercedes utilizza uno dei due coprifuochi concessi durante la stagione per effettuare le operazioni sulle proprie vetture. La scuderia tedesca non riceve sanzioni.
La sessione del sabato vede il dominio delle McLaren, che monopolizzano i due migliori tempi, anche se i risultati confermano un grande equilibrio, coi primi sedici piloti racchiusi in un secondo. Si è registrato un nuovo poderoso calo nella temperatura dell'asfalto. Norris è il più veloce, con un tempo anche migliore di quello che è valso la pole position della stagione 2023. Al terzo posto si è classificato Verstappen, staccato di oltre due decimi dal tempo del britannico. L'olandese si è comunque interessato a verificare la bontà della sua vettura, con un long run disputato con gomme a mescola dura. Lewis Hamilton, ancora in ritardo, è stato autore di un testacoda.

### Risultati
Nella prima sessione del venerdì si è avuta questa situazione:
| Pos | Nº | Pilota           | Costruttore                | Tempo    | Gap    | Giri |
| --- | -- | ---------------- | -------------------------- | -------- | ------ | ---- |
| 1   | 55 | Carlos Sainz Jr. | Ferrari                    | 1'18"713 |        | 27   |
| 2   | 1  | Max Verstappen   | Red Bull Racing-Honda RBPT | 1'18"989 | +0"276 | 20   |
| 3   | 16 | Charles Leclerc  | Ferrari                    | 1'19"011 | +0"298 | 29   |

Nella seconda sessione del venerdì si è avuta questa situazione:
| Pos | Nº | Pilota           | Costruttore                | Tempo    | Gap    | Giri |
| --- | -- | ---------------- | -------------------------- | -------- | ------ | ---- |
| 1   | 4  | Lando Norris     | McLaren-Mercedes           | 1'17"788 |        | 24   |
| 2   | 1  | Max Verstappen   | Red Bull Racing-Honda RBPT | 1'18"031 | +0"243 | 20   |
| 3   | 55 | Carlos Sainz Jr. | Ferrari                    | 1'18"185 | +0"397 | 23   |

Nella sessione del sabato si è avuta questa situazione:
| Pos | Nº | Pilota         | Costruttore                | Tempo    | Gap    | Giri |
| --- | -- | -------------- | -------------------------- | -------- | ------ | ---- |
| 1   | 4  | Lando Norris   | McLaren-Mercedes           | 1'16"098 |        | 17   |
| 2   | 81 | Oscar Piastri  | McLaren-Mercedes           | 1'16"142 | +0"044 | 17   |
| 3   | 1  | Max Verstappen | Red Bull Racing-Honda RBPT | 1'16"379 | +0"281 | 27   |

## Qualifiche

### Resoconto
All'inizio della sessione la pista si presenta umida, e una debole pioggia bagna il tracciato. I piloti, in realtà, affrontano i primi giri con gomme slick, anche col timore che l'intensità delle precipitazioni possa aumentare, già nel corso della Q1. Ciò spinge i piloti a inanellare giri su giri, per cercare di sfruttare le eventuali evoluzioni positive del tracciato. Magnussen segna il primo tempo valido, battuto da Yuki Tsunoda. Sale secondo Daniel Ricciardo, poi sono le due Williams ad alternarsi in vetta. Tocca a Piastri passare a condurre (1'17"504), non venendo battuto dal compagno di team Norris. Sarà Sainz Jr. a battere il tempo dell'australiano. Verstappen è quinto, mentre meglio fa Hamilton, che porta il limite a 1'17"087. Pérez si pone alle spalle del compagno di team. George Russell non va oltre l'undicesimo tempo, peggio di Albon, che è ottavo, e di Fernando Alonso, quarto. Anche Leclerc è in difficoltà, col nono tempo. Verstappen, col miglior secondo parziale assoluto, è terzo. Quando mancano circa sei minuti al termine della sessione Sergio Pérez perde il controllo della sua monoposto, su un cordolo, terminando contro le barriere. La sua RB20 è irrimediabilmente danneggiata, e i commissari sospendono la sessione, per recuperarla. Essa riprende, con Ricciardo, Stroll, Magnussen, Zhou e Hülkenberg a rischio eliminazione, e con la pioggia che ha rifatto capolino sulla pista, nell'intermezzo d'interruzione. Quattordicesimo, anche Russell si trova in zona pericolosa, e riprende la pista, sempre con gomme da asciutto. In realtà tutti i piloti decidono di sfruttare gli ultimi minuti della sessione per cercare di migliorare, a eccezione della coppia dell'Alpine. Max Verstappen segna un tempo, al millesimo, pari a quello di Hamilton; Leclerc rimonta quarto, poi preceduto da Lance Stroll.  È, però, Ricciardo che fa segnare il miglior tempo di sessione. Albon e Hülkenberg si portano in zona qualificazione, così come Bottas e Magnussen, mentre Zhou è solo capace di battere i tempi delle due Alpine. Russell non si migliora, restando fuori dalla Q2. In seguito viene evidenziato come il pilota della Mercedes non avesse carburante sufficiente per effettuare un ultimo tentativo. Oltre a lui, e a Pérez, non passano il turno Zhou, Ocon e Gasly.
Nella seconda fase tocca a Carlos Sainz Jr. marcare il primo tempo di riferimento. Molti piloti attendono, in questi primi minuti, che la pioggia cessi del tutto. Così non fanno Hamilton e Verstappen, che però montano gomme usate. Hamilton batte Sainz Jr. (1'16"544) e, a sua volta, viene largamente preceduto da Verstappen (1'15"770). Bottas sale quarto, davanti a Nico Hülkenberg, quinto. Poco dopo Piastri è secondo, staccato di appena 15 millesimi da Verstappen. Alonso e Stroll, su Aston Martin, salgono al terzo e quarto posto, rispettivamente, mentre Tsunoda è settimo. Sale al quarto posto Norris, subito davanti a Leclerc. Sainz Jr., in seguito, risale in terza posizione. Nella parte finale della sessione Hamilton si pone sesto, a mezzo secondo da Verstappen; Stroll prende la quarta piazza, e si migliora anche Alexander Albon, provvisoriamente qualificato per la Q3. Ricciardo, all'ultimo giro, sale sesto, Leclerc quarto, mentre Alonso prende la sesta posizione. Norris è il più veloce della Q2 (1'15"540). Gli ultimi piloti sembrano minacciare la qualificazione per Hamilton: Bottas chiude a 0"077 dall'ex campione del mondo, Hülkenberg addirittura a soli dieci millesimi dal tempo del britannico. Oltre a questi ultimi due piloti, non passano alla fase finale le due Williams e Kevin Magnussen.
Le previsioni del tempo, anche all'inizio della Q3, annunciano il possibile arrivo della pioggia. Verstappen chiude il primo tentativo in 1'15"555, con Oscar Piastri secondo (1'15"863). Resta staccato Sainz Jr., sopra il minuto e 16 secondi. Hamilton si piazza terzo (1'15"919), battuto da Leclerc, di 14 millesimi. Alonso segna il quinto tempo, prima che Norris, con 1'15"227, strappi la migliore prestazione a Verstappen. Il caldo asfalto dell'Hungaroring non permette alla pioggia di bagnare la pista, ma tutti cercano subito un secondo tempo veloce, in attesa di precipitazioni più forti. Piastri chiude a 22 millesimi da Norris. Sainz Jr. non va oltre il quarto tempo, mentre Verstappen chiude terzo, a 0"046 da Norris. A poco più di due minuti dalla fine delle qualifiche, la sessione viene, per la seconda volta, interrotta, con bandiera rossa. Tsunoda è autore di un'uscita di pista, in cui danneggia pesantemente la sua RB. Alla ripresa molti piloti si affannano a iniziare l'ultimo tentativo, prima dell'esposizione della bandiera a scacchi: solo Norris, Hamilton, Piastri, Ricciardo, Stroll e Leclerc riescono a iniziare il giro; Verstappen decide, invece, di non effettuare più giri. La pista, però, non migliora, e nessuno è capace di superare il tempo di Norris.
Lando Norris conquista la terza pole position in carriera, la seconda della stagione dopo quella ottenuta nel Gran Premio di Spagna. Per la McLaren è la centocinquantottesima partenza in prima posizione della storia, la seconda della stagione dopo quella in Spagna proprio con Norris, e la nona complessiva nel Gran Premio d'Ungheria, nonché la prima da quella ottenuta nell'edizione 2012 con Hamilton. Per Piastri, secondo, è la terza prima fila in carriera dopo il Gran Premio del Giappone 2023 e il Gran Premio di Monaco. Verstappen è qualificato terzo. L'olandese ha ottenuto solo una pole position nelle ultime sei gare, dopo aver conquistato le prime sette prime piazze della stagione.
Sainz Jr. è quarto, dopo essersi qualificato più in alto di questa posizione solo una volta in precedenza, con il secondo posto nell'edizione 2022. Con Hamilton quinto, nessun pilota della Mercedes occupa i primi quattro posti in griglia di partenza per la prima volta dal 2013, quando il britannico passò alla scuderia tedesca. Hamilton è davanti al compagno di scuderia Russell in qualifica solamente per la terza volta in stagione, dopo aver raggiunto la Q3 per soli 0"010. Leclerc parte dalla sesta posizione come nell'edizione precedente. Alonso è settimo, alla sua miglior partenza dal Gran Premio del Canada. Stroll, ottavo, si qualifica al Q3 solamente per la seconda volta in questo appuntamento, dopo il terzo posto nel 2020. Ricciardo, nono, è stato il più rapido al termine della Q1. L'australiano ottiene per la prima volta la prima posizione in qualsiasi sessione dalla prima sessione di prove libere del Gran Premio del Bahrein, gara inaugurale. Con la decima posizione di Tsunoda, entrambe le RB partono nei primi dieci per la prima volta dal 2018 sotto la denominazione di Toro Rosso. Hülkenberg manca l'accesso alla Q3 per soli 0"010, mentre Bottas, dodicesimo, eguaglia la posizione di qualifica del Gran Premio di Spagna. La tredicesima posizione di Albon è la posizione più alta di partenza in Ungheria da quando guida per la Williams dal 2022. Sargeant ottiene la qualificazione alla seconda fase per la seconda gara di fila solamente per la seconda volta in carriera. Magnussen è quindicesimo, e viene superato dal compagno di scuderia Hülkenberg per 10-3 in stagione in qualifica. Pérez, sedicesimo, è eliminato in Q1 per la quarta volta nelle ultime sei gare, a parimerito in questo lasso di tempo con Bottas e Zhou. Sainz Jr. terminò terzo nel 2021 dopo essere partito quindicesimo. Russell, in pole position nel 2022, è eliminato in Q1 per il secondo anno di fila. Ocon e Gasly condividono l'ultima fila. L'Alpine ha le due vetture più lente per la prima volta dalla gara di apertura in Bahrain. È la peggior qualifica di sempre con entrambe le vetture nel Gran Premio d'Ungheria nella storia del team di Enstone come Benetton, Renault, Lotus e ora Alpine.
Norris, alla nona prima fila in carriera e che non è mai stato battuto da un compagno di squadra all'Hungaroring nelle sei precedenti apparizioni, è il diciassettesimo pilota differente in pole position nel Gran Premio d'Ungheria e sulla pista magiara, il secondo britannico consecutivo dopo Hamilton nell'edizione precendete, e il primo pilota alla partenza al palo alla guida della McLaren sempre da Hamilton nell'edizione 2012 della gara. Norris, che non ha mai vinto quando è partito dalle prime due file, per ventotto volte, ottiene la terza pole position in carriera sia in altrettanti Gran Premi diversi che su tracciati differenti. La McLaren segna nove pole position sia in questo appuntamento che sul circuito ungherese, ed eguaglia il record della Mercedes per il maggior numero di partenza in prima posizione all'Hungaroring. La scuderia di Woking ottiene la sessantaquattresima doppietta in qualifica, la terza complessiva nel Gran Premio d'Ungheria, e la prima da quella ottenuta nel Gran Premio del Brasile 2012 con Hamilton e Jenson Button, nell'ultima gara di Hamilton con il costruttore britannico. Verstappen ha vinto gli ultimi tre Gran Premi in cui è partito terzo. Ventidue millesimi separano l'autore della pole position e il secondo pilota più rapido dopo che nell'edizione precedente Hamilton ottenne la prima piazza per tre millesimi su Verstappen. Il margine della partenza al palo in questo appuntamento è stato di 0"044 secondi o meno negli ultimi tre anni consecutivi. Nessun pilota ha vinto dalla pole position nelle ultime tre edizioni, né negli ultimi quattro Gran Premi stagionali. L'ultima volta che la McLaren ottenne la doppietta in qualifica ha poi vinto la gara con il pilota partito secondo. Il tempo della pole position di Norris con 1'15"227 alla media di 209,653 km/h rappresenta il terzo giro più rapido di sempre sulla pista ungherese con la configurazione del tracciato in uso dal 2003.
Sono stati cancellati tre tempi dai commissari sportivi ai piloti per non aver rispettato i limiti della pista, durante le qualifiche. Si sono visti cancellare il tempo Logan Sargeant (alla curva 1), George Russell (alla curva 8) e Lewis Hamilton (alla curva 12). Alexander Albon, Lance Stroll e Daniel Ricciardo non ricevono sanzioni da parte dei commissari sportivi, per non aver rispettato le istruzioni stabilite dalla direzione gara. Tutti e tre i piloti hanno superato il tempo limite di un minuto e trentuno secondi valevole tra la seconda linea della safety car e la prima di essa. Albon nel corso del diciassettesimo giro in Q2, Stroll nel corso del diciottesimo in Q3, e Ricciardo nel corso del diciassettesimo, sempre nella stessa fase.

### Risultati
Nella sessione di qualifica si è avuta questa situazione:
| Pos                         | Nº | Pilota           | Costruttore                  | Q1       | Q2       | Q3       | Griglia |
| --------------------------- | -- | ---------------- | ---------------------------- | -------- | -------- | -------- | ------- |
| 1                           | 4  | Lando Norris     | McLaren-Mercedes             | 1'17"755 | 1'15"540 | 1'15"227 | 1       |
| 2                           | 81 | Oscar Piastri    | McLaren-Mercedes             | 1'17"504 | 1'15"785 | 1'15"249 | 2       |
| 3                           | 1  | Max Verstappen   | Red Bull Racing-Honda RBPT   | 1'17"087 | 1'15"770 | 1'15"273 | 3       |
| 4                           | 55 | Carlos Sainz Jr. | Ferrari                      | 1'17"244 | 1'15"885 | 1'15"696 | 4       |
| 5                           | 44 | Lewis Hamilton   | Mercedes                     | 1'17"087 | 1'16"307 | 1'15"854 | 5       |
| 6                           | 16 | Charles Leclerc  | Ferrari                      | 1'17"437 | 1'15"891 | 1'15"905 | 6       |
| 7                           | 14 | Fernando Alonso  | Aston Martin Aramco-Mercedes | 1'17"624 | 1'16"117 | 1'16"043 | 7       |
| 8                           | 18 | Lance Stroll     | Aston Martin Aramco-Mercedes | 1'17"405 | 1'16"075 | 1'16"244 | 8       |
| 9                           | 3  | Daniel Ricciardo | RB-Honda RBPT                | 1'17"050 | 1'16"202 | 1'16"447 | 9       |
| 10                          | 22 | Yuki Tsunoda     | RB-Honda RBPT                | 1'17"436 | 1'16"121 | 1'16"477 | 10      |
| 11                          | 27 | Nico Hülkenberg  | Haas-Ferrari                 | 1'17"362 | 1'16"317 | N.D.     | 11      |
| 12                          | 77 | Valtteri Bottas  | Kick Sauber-Ferrari          | 1'17"487 | 1'16"384 | N.D.     | 12      |
| 13                          | 23 | Alexander Albon  | Williams-Mercedes            | 1'17"280 | 1'16"429 | N.D.     | 13      |
| 14                          | 2  | Logan Sargeant   | Williams-Mercedes            | 1'17"770 | 1'16"543 | N.D.     | 14      |
| 15                          | 20 | Kevin Magnussen  | Haas-Ferrari                 | 1'17"851 | 1'16"548 | N.D.     | 15      |
| 16                          | 11 | Sergio Pérez     | Red Bull Racing-Honda RBPT   | 1'17"886 | N.D.     | N.D.     | 16      |
| 17                          | 63 | George Russell   | Mercedes                     | 1'17"968 | N.D.     | N.D.     | 17      |
| 18                          | 24 | Zhou Guanyu      | Kick Sauber-Ferrari          | 1'18"037 | N.D.     | N.D.     | 18      |
| 19                          | 31 | Esteban Ocon     | Alpine-Renault               | 1'18"049 | N.D.     | N.D.     | 19      |
| 20                          | 10 | Pierre Gasly     | Alpine-Renault               | 1'18"166 | N.D.     | N.D.     | PL      |
| Tempo limite 107%: 1'22"443 |    |                  |                              |          |          |          |         |

In grassetto sono indicate le migliori prestazioni in Q1, Q2 e Q3.

## Gara

### Resoconto
Prima della gara, sulla vettura di Yuki Tsunoda viene sostituita la scocca a seguito dell'incidente nel corso delle qualifiche. Il pilota giapponese della RB parte regolarmente dalla decima posizione di qualificazione. Sulla vettura di Pierre Gasly viene installata la terza unità relativa al sistema di recupero dell'energia e la quarta relativa all'unità di controllo elettronico. Il pilota francese dell'Alpine, qualificatosi ventesimo, è costretto a partire dalla pit lane in quanto i nuovi componenti installati vengono sostituiti senza l'approvazione del delegato tecnico della Federazione sotto il regime di parco chiuso.
Oscar Piastri prende il comando della gara, alla partenza, riuscendo a sopravanzare sia Norris che Verstappen. I tre si trovano, alla prima curva, sulla stessa traiettoria. Verstappen esce dal tracciato e rientra in gara secondo ma, dopo qualche giro, su ordine della squadra, cede la posizione a Norris.
Dopo 13 giri Piastri conduce con 3"3 su Norris, 6" su Verstappen che, alle sue spalle, trova Lewis Hamilton, in avvicinamento. Seguono le due Ferrari e Stroll. Quattro giri dopo Hamilton è il primo a fermarsi ai box, per passare alle gomme hard. Nei due giri seguenti tocca alle due McLaren, prima Norris, poi Piastri. Va al comando Verstappen, seguito dalla coppia della Ferrari. L'olandese attende il ventiduesimo giro ma, quando rientra in pista, si trova alle spalle di Hamilton.
La classifica si risistema dopo le soste delle Ferrari: Piastri torna a condurre, davanti a Norris, Hamilton e Verstappen. Al venticinquesimo giro Carlos Sainz Jr. prende la settima posizione a Russell e, il giro dopo, la sesta a Tsunoda. Entrambi questi ultimi due non avevano ancora fatto il pit stop. Nei giri successivi si accende la lotta tra Verstappen e Hamilton: il pilota della Red Bull Racing affianca, al trentasettesimo giro, il britannico, alla prima curva, ma va lungo alla terza, consentendo a Hamilton di conservare la terza piazza. Ciò consente anche a Leclerc di avvicinarsi ai due: il monegasco, dopo la sosta, con le nuove gomme dure, è il più veloce in pista.
Al quarantunesimo giro vanno ai box, per la seconda volta, sia Hamilton che Charles Leclerc. Il pilota della Mercedes monta gomme a mescola hard, mentre il ferrarista monta gomme a mescola media. Norris, che ha limato lo svantaggio da Piastri, attende il quarantaseiesimo passaggio. Uscendo dai box effettua un bloccaggio delle gomme, per evitare di tamponare un doppiato. Piastri si ferma due giri dopo, consentendo così al britannico compagno di scuderia di passare davanti.
Max Verstappen, ora primo, si ferma al cinquantesimo giro, per montare gomme medie. Rientra in pista quinto, alle spalle non solo del duo della McLaren, ma anche di Hamilton e Leclerc. Il pilota della Red Bull Racing impiega sette giri per superare il ferrarista. Il campione del mondo ingaggia un lungo duello con Hamilton; i due, al sessantatreesimo giro, vanno a contatto, alla prima staccata: la vettura dell'olandese si alza da terra, dopo aver colpito la gomma anteriore destra della Mercedes. Verstappen può proseguire, ma deve cedere la posizione a Leclerc. Davanti, intanto, la McLaren invita Norris a ricedere la prima posizione a Piastri, avendolo favorito anticipando la sua seconda sosta, rispetto a quella dell'australiano. Norris cede la vittoria al compagno, lasciandolo sfilare, al sessantottesimo giro.
Oscar Piastri vince il primo Gran Premio in carriera, alla trentacinquesima gara in Formula 1. Per la McLaren è la centoottantacinquesima vittoria della storia, la seconda della stagione dopo quella con Norris nel Gran Premio di Miami, la dodicesima complessiva nel Gran Premio d'Ungheria, e la prima ottenuta dall'edizione 2012 con Hamilton. Norris, secondo, ottiene il ventunesimo podio in carriera, l'ottavo della stagione. Egli non vince una gara per la ventinovesima volta dopo essere partito dalle prime due file. Norris ha concluso secondo dodici volte in carriera, ma ha ottenuto solo una vittoria. Per Hamilton, terzo, è il duecentesimo podio in carriera e il terzo del campionato. Il britannico della Mercedes, ora sesto in classifica piloti, è il primo nella storia del mondiale a ottenere un numero così alto di podi, ottenendo il dodicesimo all'Hungaroring. Hamilton conclude a podio per la seconda gara di fila per la prima volta dai Gran Premi di Spagna e Canada delle precedente stagione.
Con la quarta posizione, Leclerc ottiene dodici punti, gli stessi di quanti conquistati nei quattro Gran Premi precedenti messi insieme. Verstappen taglia il traguardo in quinta posizione, dopo una collisione avvenuta per la seconda volta in tre Gran Premi, e concludendo nella stessa piazza. Per Sainz Jr. la sesta posizione è il nono piazzamento a punti consecutivo all'Hungaroring. Pérez conclude settimo dopo essere partito sedicesimo. Il messicano non è arrivato tra i primi sei negli ultimi sette Gran Premi. Russell termina ottavo dopo la diciassettesima posizione di partenza. Dalla vittoria nel Gran Premio d'Austria, il britannico ha ottenuto solo quattro punti. Per Tsunoda la nona posizione è il settimo piazzamento a punti della stagione. Stroll termina davanti al compagno di squadra Alonso per l'ottenimento dell'ultimo punto per 4"484. Il canadese ha concluso nella stessa posizione nella precedente edizione. L'Alpine non ottiene punti per due gare di fila.
Piastri è il settimo vincitore diverso del campionato in tredici gare disputate, il secondo della stagione a vincere la prima gara dopo il compagno di scuderia Norris, il centoquindicesimo della storia del mondiale, il quinto australiano dopo Jack Brabham, Alan Jones, Mark Webber e Ricciardo, nonché il più giovane di sempre di questa nazionalità, l'ottavo più giovane della storia della categoria, con 23 anni, tre mesi 15 giorni, e il primo del ventunesimo secolo dopo che Hamilton era stato il più anziano vincitore dello stesso secolo nel precedente Gran Premio di Gran Bretagna. Piastri è il ventesimo vincitore diverso nel Gran Premio d'Ungheria e all'Hungaroring, il primo alla guida della McLaren da Hamilton nel 2012, e il primo australiano da Ricciardo nell'edizione 2014. Egli è il sesto pilota a vincere la prima gara in carriera in questo appuntamento dopo Damon Hill (1993), Alonso (2003), Jenson Button (2006), Heikki Kovalainen (2008) ed Ocon (2021). Per l'Australia è il quarantaquattresimo successo, ora al settimo posto nella classifica per nazioni, e il primo da quello ottenuto da Ricciardo nel Gran Premio d'Italia 2021, sempre con la McLaren. La scuderia di Woking, che ottiene solamente il secondo successo dell'era a effetto suolo a partire dal 2022 e che non vinceva due gare in una stessa stagione dal 2012, estende il record personale del maggior numero di vittorie in Ungheria e sulla pista magiara (12). Per la scuderia britannica, che ottiene il secondo posto in classifica costruttori ai danni della Ferrari, è la quarantanovesima doppietta, dopo averne ottenuta solo una nelle ultime quattordici stagioni, la prima da quella conquistata nel Gran Premio d'Italia 2021 con Ricciardo e Norris, e la terza nel Gran Premio d'Ungheria, la prima dall'edizione 1999 con Mika Häkkinen e David Coulthard. La McLaren ottiene l'undicesimo podio stagionale, ma per la prima volta figura entrambi i piloti nei primi tre posti. Dopo aver ottenuto la doppietta in qualifica, la McLaren vince la corsa con il pilota partito secondo per la seconda volta consecutiva dopo il Gran Premio del Brasile 2012.
Piastri è il sesto diverso pilota del giorno del campionato. Il premio viene assegnato per la cinquantaduesima volta al vincitore del Gran Premio, per la seconda gara di fila, dopo l'introduzione del riconoscimento nella stagione 2016. È stato l'ottavo più veloce Gran Premio d'Ungheria sul tempo della distanza di gara con l'attuale configurazione della pista utilizzata dal 2003, corso alla media di 187,669 km/h. La corsa viene vinta per l'ottava volta sul tracciato ungherese da un pilota partito in terza posizione, ora a parimerito per le volte che la gara è stata vinta da un pilota partito secondo. Nessun pilota ha vinto dalla pole position nelle ultime quattro edizioni della gara, né negli ultimi cinque Gran Premi stagionali. Il podio composto da Piastri, Norris e Hamilton è inedito nella storia del mondiale, il settecentotrentatreesimo differente. È la prima volta che due piloti della stessa squadra ottengono la prima vittoria nella stessa stagione dalla Williams nel 2001 con Ralf Schumacher e Juan Pablo Montoya. Il campionato figura sette vincitori diversi, il numero massimo dell'era turbo-ibrida iniziata nella stagione 2014. L'ultimo campionato con un numero più alto di vincitori diversi fu quello del 2012 (8). Per la prima volta dalla stagione 1980, tredici dei venti piloti del campionato hanno vinto un Gran Premio.
Sono stati cancellati cinque tempi dai commissari sportivi ai piloti per non aver rispettato i limiti della pista, durante la gara. Si sono visti cancellare il tempo due volte Max Verstappen (una volta alla curva 2 e una volta alla curva 7), una volta Pierre Gasly e Oscar Piastri (alla curva 11), e Yuki Tsunoda (alla curva 1).

### Risultati
I risultati del Gran Premio sono i seguenti:
| Pos | Nº | Pilota           | Costruttore                  | Giri | Tempo/Ritiro       | Griglia | Punti |
| --- | -- | ---------------- | ---------------------------- | ---- | ------------------ | ------- | ----- |
| 1   | 81 | Oscar Piastri    | McLaren-Mercedes             | 70   | 1h38'01"989        | 2       | 25    |
| 2   | 4  | Lando Norris     | McLaren-Mercedes             | 70   | +2"141             | 1       | 18    |
| 3   | 44 | Lewis Hamilton   | Mercedes                     | 70   | +14"880            | 5       | 15    |
| 4   | 16 | Charles Leclerc  | Ferrari                      | 70   | +19"686            | 6       | 12    |
| 5   | 1  | Max Verstappen   | Red Bull Racing-Honda RBPT   | 70   | +21"349            | 3       | 10    |
| 6   | 55 | Carlos Sainz Jr. | Ferrari                      | 70   | +23"073            | 4       | 8     |
| 7   | 11 | Sergio Pérez     | Red Bull Racing-Honda RBPT   | 70   | +39"792            | 16      | 6     |
| 8   | 63 | George Russell   | Mercedes                     | 70   | +42"368            | 17      | 5     |
| 9   | 22 | Yuki Tsunoda     | RB-Honda RBPT                | 70   | +1'17"259          | 10      | 2     |
| 10  | 18 | Lance Stroll     | Aston Martin Aramco-Mercedes | 70   | +1'17"976          | 8       | 1     |
| 11  | 14 | Fernando Alonso  | Aston Martin Aramco-Mercedes | 70   | +1'22"460          | 7       |       |
| 12  | 3  | Daniel Ricciardo | RB-Honda RBPT                | 69   | +1 giro            | 9       |       |
| 13  | 27 | Nico Hülkenberg  | Haas-Ferrari                 | 69   | +1 giro            | 11      |       |
| 14  | 23 | Alexander Albon  | Williams-Mercedes            | 69   | +1 giro            | 13      |       |
| 15  | 20 | Kevin Magnussen  | Haas-Ferrari                 | 69   | +1 giro            | 15      |       |
| 16  | 77 | Valtteri Bottas  | Kick Sauber-Ferrari          | 69   | +1 giro            | 12      |       |
| 17  | 2  | Logan Sargeant   | Williams-Mercedes            | 69   | +1 giro            | 14      |       |
| 18  | 31 | Esteban Ocon     | Alpine-Renault               | 69   | +1 giro            | 19      |       |
| 19  | 24 | Zhou Guanyu      | Kick Sauber-Ferrari          | 69   | +1 giro            | 18      |       |
| Rit | 10 | Pierre Gasly     | Alpine-Renault               | 33   | Problemi idraulici | PL      |       |

George Russell riceve un punto addizionale per aver segnato il giro più veloce della gara.

## Classifiche mondiali

### Piloti
| Pos | Pilota           | Punti |
| --- | ---------------- | ----- |
| 1   | Max Verstappen   | 265   |
| 2   | Lando Norris     | 189   |
| 3   | Charles Leclerc  | 162   |
| 4   | Carlos Sainz Jr. | 154   |
| 5   | Oscar Piastri    | 149   |
| 6   | Lewis Hamilton   | 125   |
| 7   | Sergio Pérez     | 124   |
| 8   | George Russell   | 116   |
| 9   | Fernando Alonso  | 45    |
| 10  | Lance Stroll     | 24    |
| 11  | Nico Hülkenberg  | 22    |
| 12  | Yuki Tsunoda     | 22    |
| 13  | Daniel Ricciardo | 11    |
| 14  | Oliver Bearman   | 6     |
| 15  | Pierre Gasly     | 6     |
| 16  | Kevin Magnussen  | 5     |
| 17  | Alexander Albon  | 4     |
| 18  | Esteban Ocon     | 3     |

### Costruttori
| Pos | Costruttore                  | Punti |
| --- | ---------------------------- | ----- |
| 1   | Red Bull Racing-Honda RBPT   | 389   |
| 2   | McLaren-Mercedes             | 338   |
| 3   | Ferrari                      | 322   |
| 4   | Mercedes                     | 241   |
| 5   | Aston Martin Aramco-Mercedes | 69    |
| 6   | RB-Honda RBPT                | 33    |
| 7   | Haas-Ferrari                 | 27    |
| 8   | Alpine-Renault               | 9     |
| 9   | Williams-Mercedes            | 4     |

## Decisioni della FIA
L'olandese Max Verstappen della Red Bull Racing non riceve sanzioni da parte dei commissari sportivi per essere uscito fuori dal tracciato e averne tratto un vantaggio in una fase di duello con il britannico Lando Norris e l'australiano Oscar Piastri, entrambi della McLaren, nel corso del primo giro alla curva 1.
Al termine della gara, Verstappen e il pilota britannico della Mercedes, Lewis Hamilton, vengono convocati dai commissari per una collisione tra i due piloti in fase di duello alla curva 1. Verstappen non riceve sanzioni.